# Route nationale 721
Die Route nationale 721, kurz N 721 oder RN 721, war eine französische Nationalstraße, die von 1933 bis 1973 zwischen einer Kreuzung mit der ehemaligen Nationalstraße 191 östlich von Étampes und einer Straßenkreuzung mit der ehemaligen Nationalstraße 20 nördlich von La Ferté-Saint-Aubin verlief. Ihre Gesamtlänge betrug 91 Kilometer.